# Big Beat
Big Beat (auch Big Beats) ist eine Stilrichtung der elektronischen Tanzmusik, die im Wesentlichen auf Breakbeats aufbaut. Der Begriff wurde Mitte der 1990er-Jahre von der britischen Musikpresse geprägt, um die Musik von The Chemical Brothers, Fatboy Slim, Leftfield, The Crystal Method, Propellerheads und The Prodigy zu beschreiben.

## Stilbeschreibung

### Rhythmus
Im Zentrum steht ein unterschiedlich zusammengesetzter Grundrhythmus, der sich klanglich an Techno, Hip-Hop, Breakbeat bzw. House orientiert. Während der Rhythmus bei Techno regelmäßig (Bass-Schlag auf jede Viertelnote) gespielt wird, ist dieser bei Big Beat typischerweise unregelmäßig und bewegt sich üblicherweise zwischen 85 und 160 BPM. Er wird ergänzt durch gesampelte Loops realer Schlagzeug-Breaks, die durch das Wegfiltern der Bässe und Höhen einen telefonartigen Klangcharakter erhalten und dadurch in den Hintergrund treten. Die Kickdrum (also die Bass Drum) leitet den Takt jedoch meist hart ein, hat eine starke Betonung im Sub-Bass Bereich und liegt nie im selben Frequenzband wie die Bassline. Es treten ebenso Elemente von Funk, Jazz oder Acid House auf, welche meist als rhythmische Elemente dienen. Daher ist meist auch nur eine beschränkte Melodik zu beobachten, da die Songs vorrangig auf ihrem Klang und Rhythmus (Groove) basieren, an welchen meist akribisch detailliert gearbeitet wird.

### Arrangement/Elemente
Dazu kommen oft an Acid erinnernde Klänge von Analogsynthesizern (wie z. B. Moog, Roland TB-303 oder Roland SH-101), Vocal-Samples (meist nur kurze Ausschnitte) und später auch rockige Gitarren- oder Orgel-Samples. Eingefleischte Produzenten setzen heute noch auf die Drumsequencer der 80er, vorwiegend Roland TR-808 und Roland TR-909, welche in der Klangauswahl sehr eingeschränkt und heute nur mehr schwer zu erwerben sind, da sie schon lange durch komplett digitale Drumcomputer ersetzt wurden. Unter jenen setzte sich jedoch vor allem die Akai MPC 2000 in diesem Genre durch. Trotz meist kompletter Digitalisierung kommen nicht selten auch sehr viele analoge Effekte zum Einsatz, Röhrenverstärker, Vinylsamples (ohne große Nachbearbeitung), Tape Delay oder Gastmusiker verschiedenster Herkunft.

### Abmischung
Augenmerk gilt außerdem der Raumverteilung der wirkenden Elemente. Oft werden Spuren anhand verschiedener Raumsimulation in Vorder- wie auch Hintergrund gesetzt, wodurch insgesamt ein sehr volles, druckvolles und meist angenehmes Klangbild erzeugt wird, auf das die Bezeichnung Big Beat anspielt. Bekannte Vertreter des Genres setzen bei der Produktion vorwiegend auf analoge Geräte (analoge Mischpulte, Röhrenverstärker, Röhrenkompressor, analoge Verzerrer, Phaser mit analogen Oszillatoren etc.)

## Entwicklung

### Entstehung
Als Begründer des Big Beat gelten The Chemical Brothers, die Mitte der 1990er Jahre bei ihren Auftritten als Resident DJs im Londoner Club The Heavenly Social in ihren Sets Soul, Funk, Rap und Techno vermischten.
Ab 1996 veranstalteten Fatboy Slim (alias Norman Cook) und der Skint-Label-Betreiber Damian Harris im Brightoner Club Concorde die Clubnacht Big Beat Boutique, bei der auch die Chemical Brothers regelmäßig auflegten. Die Clubnacht, die später als Namensgeber für den Stil diente, wurde zur Plattform für weitere musikalische Experimente. Das Stilkonglomerat des Big Beat wurde hier von Künstlern wie Fatboy Slim, den Lo Fidelity Allstars oder Midfield General, die sich immer wieder gegenseitig inspirierten, weiterentwickelt. Vor allem durch den Erfolg des zweiten Fatboy Slim-Albums You've Come A Long Way Baby erreichte Big Beat in den ausgehenden 1990er Jahren eine relativ große Popularität. Parallel dazu erschien mit dem Propellerheads-Album Decksandrumsandrockandroll eine Ausprägung von Big Beat, die sich unter anderem am Sound der James-Bond-Filme der 60er- und 70er-Jahre orientiert. Dazu arbeiteten die Propellerheads auch mit Shirley Bassey zusammen, welche die Titelmelodien dreier Bond-Filme eingesungen hatte.
Der Stil etablierte sich auch im Film- und Werbebereich. 1999 war Big Beat ein essentieller Bestandteil der musikalischen Unterlage für den Spielfilm The Matrix. Auch in den USA wuchs Big Beat als eine Form der Anerkennung für elektronische Musik. Artists wie The Crystal Method und BT lieferten einen wesentlichen Beitrag zu dem Genre.

### Weiterentwicklung
Anfang des neuen Jahrtausends wuchs vor allem in England eine neue Generation des Big Beat. Oftmals wird in diesem Zusammenhang von Nu-Breaks bzw. Nu-Skool Breaks gesprochen. Künstler wie Adam Freeland, Elite Force, Rennie Pilgrem, Meat Katie, Dylan Rhymes etc. gaben dem Stil neue Impulse und brachten Einflüsse aus bisher gemiedenen Genres dazu. So findet man im Big Beat heute auch Elemente von Rock, Psy Trance, Pop, Salsa, Jazz, Abstract Hip Hop und Acid House. Mittlerweile folgt dem Stil bereits eine große Community, welche beispielsweise in London in der Fabric (ein Club, welcher vorwiegend Hard-House- und Big-Beat-Künstler fördert und auftreten lässt) beobachtet werden kann. Diese Vertreter der neueren Generation sprechen auch von der Stilbezeichnung Tek Funk.

## Auswahl bekannter Interpreten
- AlgoRythmiK
- Fatboy Slim
- The Chemical Brothers
- The Prodigy
- Apollo 440
- Propellerheads
- The Crystal Method
- Junkie XL
- Meat Katie
- Lo Fidelity Allstars
- The Wiseguys
- Meat Beat Manifesto
- Adam Freeland
- Overseer
- Mint Royale